# In freier Landschaft
In freier Landschaft ist ein deutscher zweiteiliger Fernsehfilm von 1977 über die Geschichte des Sozialismus und die deutsche Teilung.

## Handlung
Der Film verbindet eine große Zahl an Personen, deren Leben alle miteinander verflochten sind und die in verschiedenen Szenen an verschiedenen Orten über ihre politische Haltung diskutieren.
Eine der Hauptfiguren ist der Fotograf Tom. Er hat sich vom Sozialismus abgewendet und arbeitet nun an einer Fotodokumentation über dessen Geschichte. Dazu reist er unter anderem nach London zu Karl Marx’ Grab oder an die innerdeutschen Grenzanlagen an der Elbe.
Tom lernt den jungen Westberliner Rosmer kennen, der einer der wenigen ist, die sich mit der Teilung Deutschlands nicht abgefunden haben. Gegen Ende des Films wirft er eine Kofferbombe gegen die Berliner Mauer, um ein Zeichen gegen die Teilung zu setzen. Es folgt eine Szene in einer Art alternativen Realität: Durch das Loch in der Mauer wird den Menschen die Absurdität der Teilung plötzlich bewusst, friedlich überqueren sie die Grenze in beiden Richtungen, ohne von den Grenzsoldaten aufgehalten zu werden.
Die fiktiven Szenen werden mehrmals unterbrochen von Szenen, in denen (quasi auf einer Meta-Ebene) der Regisseur Kehlmann und der Autor Lehman über das Drehen des Films selbst sprechen. Lehmans Utopie eines friedlichen Falls der Mauer wird dabei von Kehlmann in Frage gestellt.

## Produktion
Der Film wurde von Studio Hamburg im Auftrag des NDR gedreht und am 15. März 1977 zum ersten Mal ausgestrahlt.